# Suzanne Le Bret
Suzanne Le Bret, all'anagrafe Suzanne Eugénie Augustine Lebret, (Le Havre, 28 febbraio 1889 – Parigi, 7 novembre 1928), è stata un'attrice francese del cinema muto.

## Biografia
Nata nella regione della Seine-Maritime, a Le Havre, il 28 febbraio 1889, il suo vero nome era Suzanne Eugénie Augustine Lebret. Iniziò a lavorare nel cinema nel 1911 alla Gaumont, diretta da Léonce Perret, regista che la diresse in numerosi film. Nella sua carriera, che si chiuse nel 1918, recitò spesso anche per Louis Feuillade. Uno dei suoi ruoli di contorno più conosciuti fu quello in Les Vampires, dove ricopriva la parte di un'affiliata della banda che si faceva passare per la cameriera di Irma Vep.
Nella sua carriera, si contano una quarantina di pellicole. Suzanne Le Bret morì a Parigi nel 1928, all'età di 39 anni.

## Filmografia
La filmografia - basata su IMDb - è completa. Quando manca il nome del regista, questo non viene riportato nei titoli
- L'Âme du violon, regia di Léonce Perret (1911)
- Léonce cinématographiste, regia di Léonce Perret (1913)
- Léonce et Poupette, regia di Léonce Perret (1913)
- Léonce veut divorcer, regia di Léonce Perret (1913)
- Léonce aime les morilles, regia di Léonce Perret (1913)
- L'Enfant de Paris, regia di Léonce Perret (1913)
- Léonce à la campagne, regia di Léonce Perret (1913)
- La Belle-mère de Léonce, regia di Léonce Perret (1913)
- L'Ange de la maison, regia di Léonce Perret (1913)
- Les Fiancés de l'air, regia di Léonce Perret (1913)
- Léonce et les écrevisses, regia di Léonce Perret (1913)
- Les Somnambules, regia di Louis Feuillade (1914)
- La Gitanella, regia di Louis Feuillade (1914)
- Léonce aux bains de mer, regia di Léonce Perret (1914)
- L'Hôtel de la gare, regia di Louis Feuillade (1914)
- Le Jocond, regia di Louis Feuillade (1914)
- L'Enfant de la roulotte, regia di Louis Feuillade (1914)
- Le Gendarme est sans culotte, regia di Louis Feuillade (1914)
- Le Faux magistrat (tit. tv in Italia: Il falso magistrato), regia di Louis Feuillade (1914)
- Bout-de-Zan et l'Espion (anche Bout de Zan et le boche), regia di Louis Feuillade   (1914)
- Tu n'épouseras jamais un avocat, regia di Louis Feuillade (1914)
- Les Fiancés de Séville, regia di Louis Feuillade (1914)
- Le Coffret de Tolède, regia di Louis Feuillade (1914)
- L'Escapade de Filoche, regia di Louis Feuillade (1915)
- Le Sosie, regia di Louis Feuillade (1915)
- Le Fer à cheval, regia di Louis Feuillade (1915)
- Les Vampires, regia di Louis Feuillade (1915-1916)
- Les Vampires: Le Cryptogramme rouge (1915)
- Aline ou la double vie, regia di Édouard-Émile Violet (1916)
- Les Vampires: Le Spectre, regia di Louis Feuillade (1916)
- Les Vampires: L'Evasion du mort, regia di Louis Feuillade (1916)
- Les Vampires: Les Yeux qui fascinent, regia di Louis Feuillade (1916)
- Les Vampires: L'Homme des poisons, regia di Louis Feuillade (1916)
- Les Fourberies de Pingouin, regia di Louis Feuillade (1916)
- Les Fiançailles d'Agénor, regia di Louis Feuillade (1916)
- C'est le printemps, regia di Louis Feuillade (1916)
- Le Poète et sa folle amante, regia di Louis Feuillade (1916)
- Si vous ne m'aimez pas, regia di Louis Feuillade (1916)
- Le Porteur aux Halles, regia di Gaston Leprieur (1917)
- Anana antiféministe (1917)
- Aide-toi, regia di Louis Feuillade (1918)